# Stazione meteorologica di Roma Fiumicino

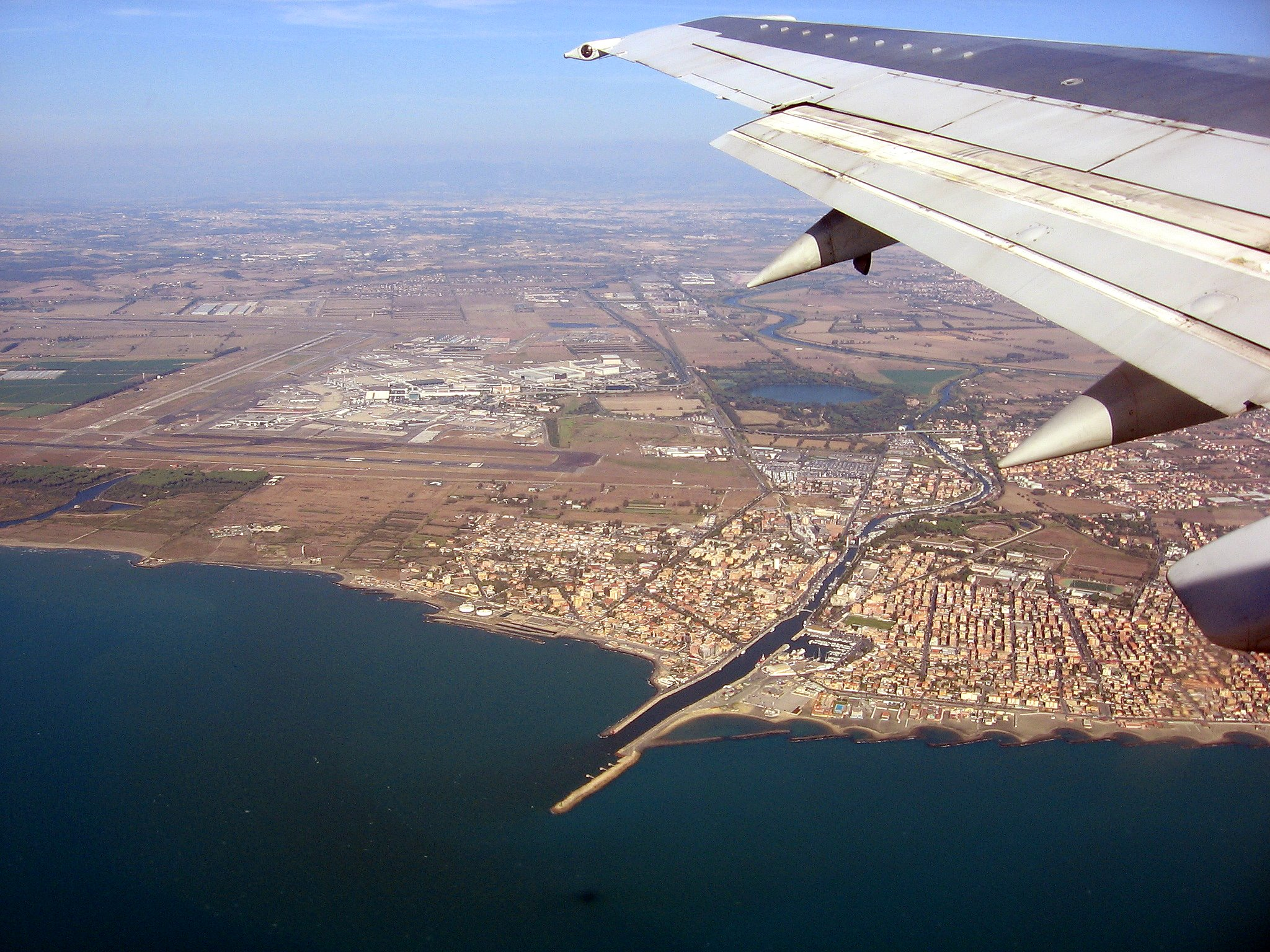
Veduta aerea dell'area di ubicazione della stazione meteorologica

La stazione meteorologica di Roma Fiumicino è la stazione meteorologica di riferimento per il Servizio Meteorologico dell'Aeronautica Militare e per l'Organizzazione Mondiale della Meteorologia, relativa alla località di Fiumicino e al litorale romano, essendo ubicata nell'area dell'Aeroporto di Roma-Fiumicino.

## Storia
La stazione meteorologica è entrata in funzione il 1º dicembre 1958 nell'area aeroportuale appena realizzata, emettendo messaggi SYNOP. Dal 1º gennaio 1959 la stazione ha iniziato ad emettere anche i messaggi SYREP col riepilogo giornaliero dei dati registrati.

## Caratteristiche
La stazione meteorologica, gestita dall'ENAV, è situata nell'Italia centrale, in provincia di Roma, nel comune di Fiumicino, all'interno dell'area dell'aeroporto di Fiumicino, a 3 metri s.l.m. e alle coordinate geografiche 41°47′53.66″N 12°14′22.36″E.

## Medie climatiche ufficiali

### Dati climatologici 1991-2020
In base alle medie climatiche del trentennio 1991-2020, le più recenti in uso, la temperatura media del mese più freddo, gennaio, è di +8,45 °C, mentre quella del mese più caldo, agosto, è di +24,3 °C. Nel trentennio esaminato, i valori estremi di temperatura sono i +38,1 °C del luglio 2005 e i -5,3 °C del gennaio 2002.
Le precipitazioni medie annue si attestano a 735 mm, mediamente distribuite in 73 giorni, con minimo in estate, picco massimo in autunno e massimo secondario in inverno per gli accumuli totali stagionali. 
| Roma Fiumicino (1991-2020) | Mesi        | Mesi        | Mesi        | Mesi        | Mesi        | Mesi        | Mesi        | Mesi        | Mesi        | Mesi        | Mesi        | Mesi               | Stagioni | Stagioni | Stagioni | Stagioni | Anno  |
| Roma Fiumicino (1991-2020) | Gen         | Feb         | Mar         | Apr         | Mag         | Giu         | Lug         | Ago         | Set         | Ott         | Nov         | Dic                | Inv      | Pri      | Est      | Aut      | Anno  |
| -------------------------- | ----------- | ----------- | ----------- | ----------- | ----------- | ----------- | ----------- | ----------- | ----------- | ----------- | ----------- | ------------------ | -------- | -------- | -------- | -------- | ----- |
| T. max. media (°C)         | 13,3        | 13,9        | 15,6        | 17,8        | 22,1        | 26,0        | 29,0        | 29,6        | 26,3        | 22,5        | 17,4        | 14,2               | 13,8     | 18,5     | 28,2     | 22,1     | 20,6  |
| T. min. media (°C)         | 3,6         | 3,7         | 5,7         | 8,0         | 11,9        | 15,8        | 18,4        | 19,0        | 15,9        | 12,4        | 8,6         | 4,9                | 4,1      | 8,5      | 17,7     | 12,3     | 10,7  |
| T. max. assoluta (°C)      | 22,1 (1996) | 22,1 (2019) | 26,3 (1991) | 28,4 (2013) | 33,1 (2008) | 36,5 (2019) | 38,1 (2005) | 37,1 (1998) | 33,0 (2015) | 33,6 (1997) | 26,5 (1999) | 20,6 (1993)        | 22,1     | 33,1     | 38,1     | 33,6     | 38,1  |
| T. min. assoluta (°C)      | −5,3 (2002) | −5,0 (2018) | −4,5 (1996) | −0,9 (1995) | 5,0 (1991)  | 8,9 (2005)  | 11,9 (2000) | 12,9 (1995) | 8,3 (2007)  | 2,9 (1994)  | −1,4 (1995) | −4,7 (1996 e 2010) | −5,3     | −4,5     | 8,9      | −1,4     | −5,3  |
| Precipitazioni (mm)        | 80,0        | 75,0        | 65,0        | 55,0        | 30,0        | 15,0        | 15,0        | 35,0        | 70,0        | 95,0        | 110,0       | 90,0               | 245,0    | 150,0    | 65,0     | 275,0    | 735,0 |
| Giorni di pioggia          | 9           | 8           | 8           | 7           | 4           | 2           | 2           | 3           | 4           | 7           | 10          | 9                  | 26       | 19       | 7        | 21       | 73    |

### Dati climatologici 1971-2000
In base alle medie climatiche del trentennio 1971-2000, le più recenti in uso, la temperatura media del mese più freddo, gennaio, è di +8,6 °C, mentre quella del mese più caldo, agosto, è di +24,1 °C; mediamente si contano 13 giorni di gelo all'anno e 23 giorni annui con temperatura massima uguale o superiore ai 30 °C. Nel trentennio esaminato, i valori estremi di temperatura sono i +38,6 °C del luglio 1983 e i -7,8 °C del gennaio 1985.
Le precipitazioni medie annue si attestano a 741 mm, mediamente distribuite in 72 giorni, con minimo in estate, picco massimo in autunno e massimo secondario in inverno per gli accumuli totali stagionali.
L'umidità relativa media annua fa registrare il valore di 74,7% con minimi di 73% a luglio e ad agosto e massimo di 77% a novembre; mediamente si contano 40 giorni all'anno con episodi nebbiosi.
Di seguito è riportata la tabella con le medie climatiche e i valori massimi e minimi assoluti registrati nel trentennio 1971-2000 e pubblicati nell'Atlante Climatico d'Italia del Servizio Meteorologico dell'Aeronautica Militare relativo al medesimo trentennio.
| Roma Fiumicino (1971-2000)      | Mesi        | Mesi        | Mesi        | Mesi        | Mesi        | Mesi        | Mesi        | Mesi        | Mesi        | Mesi        | Mesi        | Mesi        | Stagioni | Stagioni | Stagioni | Stagioni | Anno  |
| Roma Fiumicino (1971-2000)      | Gen         | Feb         | Mar         | Apr         | Mag         | Giu         | Lug         | Ago         | Set         | Ott         | Nov         | Dic         | Inv      | Pri      | Est      | Aut      | Anno  |
| ------------------------------- | ----------- | ----------- | ----------- | ----------- | ----------- | ----------- | ----------- | ----------- | ----------- | ----------- | ----------- | ----------- | -------- | -------- | -------- | -------- | ----- |
| T. max. media (°C)              | 13,4        | 13,9        | 15,6        | 17,8        | 22,2        | 25,9        | 28,8        | 29,4        | 26,2        | 22,1        | 17,2        | 14,2        | 13,8     | 18,5     | 28,0     | 21,8     | 20,6  |
| T. min. media (°C)              | 3,8         | 4,1         | 5,7         | 8,0         | 11,9        | 15,6        | 18,3        | 18,8        | 16,0        | 12,1        | 7,7         | 5,0         | 4,3      | 8,5      | 17,6     | 11,9     | 10,6  |
| T. max. assoluta (°C)           | 18,9 (1994) | 21,0 (1990) | 26,3 (1991) | 25,8 (1994) | 31,4 (1977) | 34,6 (1982) | 38,6 (1983) | 37,2 (1981) | 37,6 (1982) | 30,4 (1990) | 26,5 (1999) | 20,6 (1993) | 21,0     | 31,4     | 38,6     | 37,6     | 38,6  |
| T. min. assoluta (°C)           | −7,8 (1985) | −4,0 (1984) | −4,6 (1987) | −0,9 (1995) | 3,0 (1977)  | 8,8 (1996)  | 10,9 (1997) | 10,5 (1986) | 7,8 (1971)  | 2,9 (1994)  | −4,2 (1973) | −4,7 (1996) | −7,8     | −4,6     | 8,8      | −4,2     | −7,8  |
| Giorni di calura (Tmax ≥ 30 °C) | 0           | 0           | 0           | 0           | 0           | 2           | 9           | 12          | 0           | 0           | 0           | 0           | 0        | 0        | 23       | 0        | 23    |
| Giorni di gelo (Tmin ≤ 0 °C)    | 6           | 3           | 1           | 0           | 0           | 0           | 0           | 0           | 0           | 0           | 0           | 3           | 12       | 1        | 0        | 0        | 13    |
| Precipitazioni (mm)             | 66,8        | 73,3        | 56,9        | 68,2        | 42,2        | 19,4        | 14,8        | 30,1        | 69,7        | 114,2       | 102,6       | 82,5        | 222,6    | 167,3    | 64,3     | 286,5    | 740,7 |
| Giorni di pioggia               | 8           | 8           | 7           | 8           | 4           | 3           | 2           | 3           | 5           | 7           | 9           | 8           | 24       | 19       | 8        | 21       | 72    |
| Giorni di nebbia                | 4           | 4           | 4           | 4           | 4           | 3           | 2           | 2           | 3           | 4           | 3           | 3           | 11       | 12       | 7        | 10       | 40    |
| Umidità relativa media (%)      | 75          | 74          | 74          | 74          | 75          | 74          | 73          | 73          | 75          | 76          | 77          | 76          | 75       | 74,3     | 73,3     | 76       | 74,7  |

### Dati climatologici 1961-1990
Secondo i dati medi del trentennio 1961-1990, ancora in uso per l'Organizzazione meteorologica mondiale e definito Climate Normal (CLINO),la temperatura media del mese più freddo, gennaio, si aggira attorno ai +8,5 °C, mentre quella dei mesi più caldi, luglio e agosto, si attesta sui +23,5 °C; si registrano, mediamente, 16 giorni di gelo all'anno. Nel medesimo trentennio, la temperatura minima assoluta ha toccato i -7,8 °C nel gennaio 1985 (media delle minime assolute annue di -3,9 °C), mentre la massima assoluta ha fatto registrare i +38,6 °C nel luglio 1983 (media delle massime assolute annue di +33,8 °C).
La nuvolosità media annua si attesta ad un valore giornaliero di 3,6 okta, con minimo in luglio di 1,9 okta e massimi di 4,4 okta a febbraio e marzo.
Le precipitazioni medie annue superano di poco i 700 mm, distribuite mediamente in 73 giorni, con un picco tra l'autunno e l'inverno ed un minimo estivo.
L'umidità relativa media annua fa registrare il valore di 74,8% con minimo di 72% a luglio e massimi di 77% a novembre e a dicembre.
La pressione atmosferica media annua normalizzata al livello del mare si attesta a 1014,9 hPa, con massimi di 1016 hPa a gennaio, a settembre, ad ottobre e a dicembre e minimo di 1012 hPa ad aprile.
Il vento presenta una velocità media annua di 4,4 m/s, con minimo di 4 m/s ad ottobre e massimo di 4,7 m/s a marzo; le direzioni prevalenti sono di grecale tra novembre e febbraio, di ponente tra marzo e settembre e di levante ad ottobre.
| Roma Fiumicino (1961-1990)       | Mesi        | Mesi        | Mesi        | Mesi        | Mesi        | Mesi        | Mesi        | Mesi        | Mesi        | Mesi        | Mesi        | Mesi        | Stagioni | Stagioni | Stagioni | Stagioni | Anno    |
| Roma Fiumicino (1961-1990)       | Gen         | Feb         | Mar         | Apr         | Mag         | Giu         | Lug         | Ago         | Set         | Ott         | Nov         | Dic         | Inv      | Pri      | Est      | Aut      | Anno    |
| -------------------------------- | ----------- | ----------- | ----------- | ----------- | ----------- | ----------- | ----------- | ----------- | ----------- | ----------- | ----------- | ----------- | -------- | -------- | -------- | -------- | ------- |
| T. max. media (°C)               | 12,9        | 13,7        | 15,3        | 18,0        | 22,0        | 25,6        | 28,6        | 28,7        | 26,0        | 22,0        | 17,2        | 13,9        | 13,5     | 18,4     | 27,6     | 21,7     | 20,3    |
| T. min. media (°C)               | 3,7         | 4,4         | 5,8         | 8,3         | 11,9        | 15,6        | 18,2        | 18,4        | 15,8        | 12,0        | 8,1         | 5,1         | 4,4      | 8,7      | 17,4     | 12,0     | 10,6    |
| T. max. assoluta (°C)            | 19,6 (1962) | 21,0 (1990) | 24,6 (1981) | 25,2 (1966) | 31,4 (1977) | 34,6 (1982) | 38,6 (1983) | 37,2 (1981) | 37,6 (1982) | 30,4 (1990) | 26,3 (1964) | 20,0 (1989) | 21,0     | 31,4     | 38,6     | 37,6     | 38,6    |
| T. min. assoluta (°C)            | −7,8 (1985) | −5,6 (1964) | −4,6 (1987) | 0,2 (1970)  | 1,6 (1970)  | 8,6 (1962)  | 11,8 (1966) | 10,5 (1969) | 7,8 (1971)  | 3,6 (1974)  | −4,2 (1973) | −4,4 (1988) | −7,8     | −4,6     | 8,6      | −4,2     | −7,8    |
| Giorni di gelo (Tmin ≤ 0 °C)     | 7           | 4           | 2           | 0           | 0           | 0           | 0           | 0           | 0           | 0           | 0           | 3           | 14       | 2        | 0        | 0        | 16      |
| Nuvolosità (okta al giorno)      | 4,3         | 4,4         | 4,4         | 4,3         | 3,8         | 3,1         | 1,9         | 2,1         | 2,9         | 3,4         | 4,2         | 4,2         | 4,3      | 4,2      | 2,4      | 3,5      | 3,6     |
| Precipitazioni (mm)              | 80,7        | 74,9        | 65,0        | 54,7        | 31,8        | 16,3        | 14,7        | 33,3        | 68,2        | 93,4        | 110,5       | 89,6        | 245,2    | 151,5    | 64,3     | 272,1    | 733,1   |
| Giorni di pioggia                | 9           | 8           | 8           | 7           | 4           | 2           | 2           | 3           | 4           | 7           | 10          | 9           | 26       | 19       | 7        | 21       | 73      |
| Umidità relativa media (%)       | 75          | 75          | 75          | 75          | 75          | 73          | 72          | 73          | 75          | 76          | 77          | 77          | 75,7     | 75       | 72,7     | 76       | 74,8    |
| Pressione a 0 metri s.l.m. (hPa) | 1 016       | 1 015       | 1 014       | 1 012       | 1 014       | 1 015       | 1 015       | 1 015       | 1 016       | 1 016       | 1 015       | 1 016       | 1 015,7  | 1 013,3  | 1 015    | 1 015,7  | 1 014,9 |
| Vento (direzione-m/s)            | NE 4,3      | NE 4,5      | W 4,7       | W 4,6       | W 4,3       | W 4,3       | W 4,3       | W 4,3       | W 4,1       | E 4,0       | NE 4,4      | NE 4,5      | 4,4      | 4,5      | 4,3      | 4,2      | 4,4     |

## Valori estremi

### Temperature estreme mensili dal 1959 ad oggi
Nella tabella sottostante sono riportati i valori delle temperature estreme mensili registrate presso la stazione meteorologica dal 1959 ad oggi. Nel periodo esaminato, la temperatura minima assoluta ha toccato i -7,8 °C nel gennaio 1985 mentre la massima assoluta ha raggiunto i +39,0 °C nel giugno 2022.
| Roma Fiumicino (1959-2023) | Mesi        | Mesi        | Mesi        | Mesi        | Mesi        | Mesi        | Mesi        | Mesi        | Mesi        | Mesi        | Mesi        | Mesi               | Stagioni | Stagioni | Stagioni | Stagioni | Anno |
| Roma Fiumicino (1959-2023) | Gen         | Feb         | Mar         | Apr         | Mag         | Giu         | Lug         | Ago         | Set         | Ott         | Nov         | Dic                | Inv      | Pri      | Est      | Aut      | Anno |
| -------------------------- | ----------- | ----------- | ----------- | ----------- | ----------- | ----------- | ----------- | ----------- | ----------- | ----------- | ----------- | ------------------ | -------- | -------- | -------- | -------- | ---- |
| T. max. assoluta (°C)      | 22,1 (1996) | 22,2 (1968) | 26,3 (1991) | 28,4 (2013) | 33,5 (2022) | 39,0 (2022) | 38,6 (1983) | 37,3 (2023) | 37,6 (1982) | 33,6 (1997) | 26,5 (1999) | 23,0 (1985)        | 23,0     | 33,5     | 39,0     | 37,6     | 39,0 |
| T. min. assoluta (°C)      | −7,8 (1985) | −5,6 (1964) | −4,6 (1987) | −0,9 (1995) | 1,6 (1970)  | 8,6 (1962)  | 10,6 (1959) | 10,5 (1969) | 7,8 (1971)  | 2,9 (1994)  | −4,2 (1973) | −4,7 (1996 e 2010) | −7,8     | −4,6     | 8,6      | −4,2     | −7,8 |